# 마이산탑
마이산탑(馬耳山塔)은 대한민국 전북특별자치도 진안군 마이산에 쌓여 있는, 80여 기의 돌무지탑이다. 1976년 4월 2일 전북특별자치도 기념물 제35호로 지정되었다. 이갑용 처사가 쌓았다는 설이 전해진다. 마이산탑사는 CNN 선정 한국에서 가장 아름다운 사찰 33곳에 하나로 선정되었다.

## 참고 자료
- 마이산탑 - 국가유산청 국가유산포털